# Vilhelm Milthers
Poul Christian Vilhelm Madsen Milthers (11. september 1865 – 31. marts 1962) var en dansk kvartærgeolog, som især var kendt for sit arbejde med ledeblokmetoden, hvor man ud fra bjergartsbestemmelse af stenene i en moræne kan afgøre, fra hvilken retning den tilhørende gletsjer er kommet. Han foretog gennem en lang årrække talrige optællinger af ledeblokke, ikke kun i Danmark, men også i landene rundt om, især Tyskland og Polen, til belysning af de skandinaviske gletsjeres udbredelse.
Milthers foretog omfattende undersøgelser af glaciale landskabsformer, blandt andet i forbindelse med udarbejdelsen af en række geologiske kortbladsbeskrivelser, og påviste fx, at de markante bakkedrag i det nordvestlige Sjælland, Odsherredbuerne, var randmoræner dannet under sidste istid. Efter sin opdagelse af en interglacial mose ved Brørup i Sydjylland var Milthers ved hjælp af terrænstudier med til at fastslå, hvordan disse moser under sidste istid var blevet dækket med flydejord, og hvordan i større perspektiv hele det sydvestjyske område, der ikke havde været isdækket under sidste istid, havde fået sine landskabsformer.
Sammen med kollegaen Nikolaj Hartz beskrev Milthers i 1901 senglaciale, organiske lag i Allerød teglværksgrav, som viste sig at stamme fra en kort varmeperiode ved slutningen af sidste istid, som i dag er påvist mange steder i verden og er kendt internationalt som Allerødtiden.
Milthers foretog også mange undersøgelser inden for anvendt geologi, blandt andet kortlægning af mergelforekomster til brug ved jordforbedring, og eftersøgning af brunkul, som både under Første og Anden Verdenskrig udgjorde en væsentlig del af den danske energiforsyning.
Milthers blev i sine unge år stærkt præget af den grundtvigianske højskolebevægelse, og han var i mange år formand for Københavns Højskoleforening. Han var 1895-1951 gift med Valborg Høgsbro, med hvem han fik fire børn.

## Liv og virke
Som den yngste i en søskendeflok på otte voksede Vilhelm Milthers op på Ny Fastergaard, en vestjysk slægtsgård nord for Skjern, som hans oldefar overtog i 1775. Da Milthers var 17 år gammel, døde inden for kort tid begge hans forældre og en ældre bror, og hjemmet blev opløst. Milthers flyttede til Herning, hvor han tog præliminæreksamen i 1885. Efter et ophold på Askov Højskole 1886-1888 flyttede han til København, hvor han tog adgangseksamen til Polyteknisk Læreanstalt i 1888 og blev cand.polyt. herfra i 1894, som kemi-ingeniør. Milthers brugte sin kemi-uddannelse ved en ansættelse under roekampagnen samme efterår på Odense Sukkerfabrik, men beskæftigede sig herefter, bortset fra en ansættelse som lærervikar ved Gedved Seminarium i begyndelsen af 1895, udelukkende med geologi.
Fra 1890 arbejdede Milthers hvert år som sommerassistent ved Danmarks Geologiske Undersøgelse, som var oprettet to år forinden med det formål at gennemføre en geologisk kortlægning af Danmark. Hans arbejde bestod i kortlægning i felten af forskellige områder af Sjælland, 1890-91 Nordsjælland, 1892-93 Midtsjælland og 1894 Odsherred, i begyndelsen under tilsyn af kortlægningens leder Kristian Rørdam, men efterhånden mere og mere på egen hånd. Færdsel rundt i landskabet foregik i de første år på gåben, men fra 1892 på cykel. 1895 fik Milthers fast ansættelse som assistent ved den geologiske undersøgelse, og samme år kunne han derfor gifte sig med Valborg Høgsbro, datter af højskoleforstanderen og politikeren Sofus Høgsbro. Sammen fik de fire børn, Aslaug 1896, Aksel 1897, Gunnar 1901 og Keld 1907.
I de følgende år tog Milthers hver sommer sin familie med på sine kortlægningrejser til egne rundt på Sjælland, hvor de blev indkvarteret på gårde eller kroer, således 1895 i Reerslev og Stenlille, 1896 Sejerø, Sjællands Odde og Nykøbing Sjælland, 1897 Fakse, 1898 Vemmetofte og Karise, 1899 Haslev og Turebyholm, 1900 Stevns, 1901 Snesere. Den geologiske kortlægning af Bornholm blev nu også påbegyndt, og Milthers med familie tog i sommeren 1902 ophold i Allinge, i 1903 i Klemensker.
Først omkring 1910 oprettede man i Danmark en egentlig geologi-uddannelse, og indtil da var de fleste geologer kandidater fra Polyteknisk Læreanstalt. Som sine kolleger lærte Milthers derfor hovedsagelig faget gennem praktiske erfaringer, for hans eget vedkommende især somrenes feltarbejde, foruden et ophold i vinteren 1900-01 hos professor Gerard de Geer i Stockholm.
Fra 1897 begyndte Milthers at interessere sig for studiet af ledeblokke, et felt der skulle beskæftige ham helt til hans død, dog afbrudt af blandt andet undersøgelser efter brunkulsforekomster og geologiske kortbladsbeskrivelser. Milthers nåede at forfatte, eller være medforfatter til, disse ti kortbladsbeskrivelser: Sejrø (1900), Nykøbing S (1900), Kalundborg (1900), Holbæk (1900), Fakse (1908), Stevns Klint (1908), Bornholm (1916), Bække (1925), Brande (1939) og Vissenbjerg (1940).
Foruden sin videnskabelige indsats arbejdede Milthers også med formidling af det geologiske stof til en bredere offentlighed, gennem små artikler til diverse foreninger, samt gennem radioforedrag. Han var desuden en meget benyttet ekskursionsfører.

### Ledeblokke
Visse af morænernes sten, de såkaldte ledeblokke, består af bjergarter, som kun forekommer som faststående fjeld ganske bestemte steder. Indeholder en moræne en bestemt slags ledeblokke, må gletsjeren som aflejrede morænen på sin vej have overskredet dette sted. Milthers opererede i sine ledeblokstudier efterhånden hovedsageligt med seks typer af ledeblokke, alle porfyrer: rhombeporfyr og rhombeporfyrkonglomerat fra Oslo-området i det sydlige Norge (de såkaldte norske blokke), bredvadporfyr og grønklitporfyr fra Dalarne i det vestlige Sverige (de såkaldte dala-blokke), og rød og brun østersøkvartsporfyr fra Østersøens bund syd for Ålandsøerne (de såkaldte østersø-blokke). Disse seks typer udgør i gennemsnit 1 % af alle danske sten i kornstørrelsesintervallet 2-20 cm. På et bestemt sted vil ledeblokkenes forekomst og indbyrdes mængdeforhold i en moræne ifølge ledeblokteorien kunne vise, hvorfra gletsjeren er kommet: norske blokke tyder på isbevægelse fra nord, dala-blokke tyder på isbevægelse fra nordøst, mens østersø-blokke tyder på is, som er kommet gennem Østersøen og op over Danmark fra sydøst.
De første af Milthers' ledeblokstudier gjaldt dels forekomsten af norske blokke i Nordsjælland, dels en studierejse til Oslo-området, hvor rhombeporfyren er faststående. Efter at han i forbindelse med sit karteringsarbejde rundt i Danmark havde optalt ledeblokke på en lang række lokaliteter, samlede Milthers i 1909 sine observationer og tolkninger i en afhandling, som også skaffede ham opmærksomhed uden for landets grænser. Forekomsten af dala-blokke i det nordvestlige Jylland fik Milthers til at fremsætte den teori, at disse blokke også burde kunne findes i det sydvestnorske moræneområde Jæren, hvor allerede store mængder af norske blokke fra Oslo-området var påvist. For Milthers at se tydede dette på, at en gletsjer havde bevæget sig fra Sverige mod vest og nordvest gennem Norske Rende og derfra op på norsk område. Under en rejse til Jæren i 1910 fandt Milthers de dala-blokke, han ledte efter, men også baltiske blokke, i form af rød østersøkvartsporfyr og ålandsrapakivi. Han fik dog ikke sin opdagelse anerkendt blandt norske geologer, førend uafhængige eksperter havde bekræftet hans blokbestemmelser.
I forbindelse med karteringsarbejde i slutningen af 1920-erne på Vissenbjerg-bladet på det vestlige Fyn beskrev Milthers hér et stort, komplekst dødislandskab med talrige plateau-fladbakker beliggende i forskellige niveauer. Ledebloktællinger viste, at området var rigt på norske blokke, i modsætning til baltiske blokkes dominans i de omgivende områder, hvilket ifølge Milthers viste, at området var dannet ved et samspil mellem en nordfra og en sydøstfra kommende isstrøm.
I to perioder, først 1901-1912 og senere 1928-37 foretog Milthers en række rejser til især Mellemeuropa, men også til Rusland, England og Sverige, for at kortlægge udbredelsen af ledeblokke.
Milthers' sidste videnskabelige arbejde gjaldt ledebloktællinger på hans vestjyske fødeegn. Som 89-årig foretog Milthers i løbet af en uge i foråret 1955 tællinger på 67 lokaliteter i et område mellem Kibæk i øst og Hee i vest. Tællingerne afdækkede et område mellem Lem, Bølling og Nr. Vium, den såkaldte baltiske enklave, som var domineret af baltiske blokke, i modsætning til omgivelserne norske dominans. Milthers tolkede, i stil med forholdene ved Vissenbjerg, at dette område var dannet ved et samspil mellem flere istrømme.
Både mens han levede, men især i årene efter Milthers' død, begyndte man at revidere synet på ledeblokmetoden og konkluderede, at metoden på mange måder var problematisk. I modsætning til den nugældende praksis talte Milthers stort set aldrig ledeblokke direkte fra morænebænke, men i stedet i aflejringer 'på sekundært leje', enten udvasket af moræne, fx sten på stranden eller i grusgrave, eller bunker af marksten indsamlet af landmænd som et led i agerdyrkningen. Størrelsen af de blokke som taltes, var desuden ikke begrænset til et bestemt cm-interval, men fastlagt til intervallet nogenlunde mellem et dueæg og en knytnæve,[kilde mangler] et forhold som, foruden tællinger på sekundært leje, blev kritiseret. Metoden er mest præcis, når den anvendes på hvad der senere har vist sig i Danmark at være ret sjældent forekommende, nemlig moræner fra 'rene isstrømme', dvs. moræner fra gletsjere, som ikke undervejs har overskredet og optaget ledeblokke fra andre, ældre glaciale lag, hvis gletsjere kan være kommet fra en anden retning.
Tilbage står dog, at Milthers' ledeblokstudier utvivlsomt var stærkt medvirkende til at øge den overordnede forståelse af dels de skandinaviske gletsjeres udbredelse i Danmark og Nordeuropa, dels det danske istidslandskabs opbygning og dannelse.

### Glaciale landskabsformer
Et landskab, som har været overskredet af en gletsjer, vil næsten altid efter gletsjerens forsvinden vise spor efter dennes tilstedeværelse. Det var således studier af voldformede bakker beliggende på tværs af alpedale, som i slutningen af 1700-tallet fik den schweiziske fysiker og bjergbestiger Horace Bénedict de Saussure (1740-1799) til yde ét af de første bidrag til glacialgeologien ved at foreslå, at disse bakker var endemoræner, dannet af gletsjere, som tidligere havde haft en større udbredelse end de havde på hans tid. I 1837 grundlagde en anden schweizer, Louis Agassiz, glacialgeologien med sin teori om, at store dele af Europa tidligere havde været dækket af is, og der efter påbegyndtes rundt om i Europa både en morfologisk og petrologisk kortlægning, af hhv. de landskabsmæssige spor af dette isdække, og af udbredelsen af erratiske blokke, sten som er tilført langvejs fra af isstrømme, og hvis oprindelse i ledeblokkenes tilfælde kan føres tilbage til bestemte, afgrænsede områder.
Milthers' kortlægningsarbejde i Nordsjælland i begyndelsen af 1890-erne omfattede også undersøgelse af istidslandskabets terrænformer, et felt som han, sideløbende med ledeblokstudierne, dyrkede gennem de næste mange år. Kortlægningen af Odsherreds stærkt kuperede landskaber i midten af 1890-erne førte i 1898 Milthers til at foreslå, at Odsherredbuerne, de markante buede bakkestrøg rundt om Lammefjorden og Sidinge Fjord var randmoræner, presset op af en østfra kommende gletsjer, mens de flade, sandede områder ud mod Sejerø-bugten var hedesletter. På samme måde var den sandede flade mellem Svebølle og Bregninge og de øst herfor liggende Bjergsted Bakker en randmoræne med foranliggende hedeslette.
Ud fra undersøgelser af vestsjællandske istidslandskaber introducerede Milthers nogle år senere Storebæltsgletsjeren,[kilde mangler] en isstrøm som under sidste istid trængte gennem den vestlige Østersø og nordpå gennem Storebælt, og op på vestsjællandsk og østfynsk område. Men også store dele af det centrale og sydlige Sjælland var genstand for hans landskabsundersøgelser, hvis resultater har ført til både inspiration og diskussion blandt eftertidens glacialmorfologer.
I sin karrieres efterår, da han nærmede sig de 85 år, samlede Milthers en lang række af de eksempler på glaciale landskabsformer, han havde arbejdet med, i en større afhandling.

### Allerød-lag og interglaciale lag
I 1897 beskrev Milthers sammen med Nikolaj Hartz senglaciale lerlag i Allerød teglværksgrav. Lerlagene indeholdt lag med mange planterester, hvilket vidnede om, at der havde været en kortvarig varmeperiode i løbet af den ellers kølige senglaciale tid. Denne periode er nu kendt internationalt under navnet Allerød, og lignende lag er genfundet mange andre steder, bl.a. i Nordamerika og på de Britiske Øer.
I forbindelse med brunkulsboringer i Vestjylland påviste Milthers i 1921 tilstedeværelsen af en interglacial mose ved Solsø, NV for Videbæk. Herefter iværksattes en systematisk borekampagne, hvor mange interglaciale moser i området blev afdækket, nogle med to organiske lag, adskilt af uorganisk sand, bl.a. ved Brørup mellem Kolding og Esbjerg. Mellem Milthers og DGUs tre andre statsgeologer Axel Jessen (1868-1952), Victor Madsen (1865-1947) og Valdemar Nordmann (1872-1962) udspandt der sig på denne tid en livlig diskussion om, hvordan de interglaciale moser havde fået deres typiske dække af stenet sand, og man enedes efterhånden om, at dæklagene måtte være flydejord, dannet uden for sidste istids isrand.[kilde mangler]
Om diskussionen skrev senere en anden statsgeolog, Knud Jessen: "Det var et særkende for det stedse fortræffelige samarbejde, der rådede mellem disse indbyrdes så forskelligartede personligheder, at det ved denne lejlighed som i øvrigt foregik under ofte heftige og meget åbenhjertige diskussioner. Ikke mindst for Milthers synes det at have været et intellektuelt behov gennem kraftig, måske til tider stædig opposition at søge det foreliggende problem belyst, og for hans altid spørgende sind var det geologiske arbejde som sprængladt med problemer."
Fra 1927 og nogle år frem gennemførte Milthers en borekampagne efter interglaciale lag i Tyskland, fra den hollandske grænse og til egnene SØ for Berlin.

### Grundvand og boringer
I sommeren 1899 begyndte Milthers under feltarbejde på Midtsjælland som noget nyt at udføre vandspejlsmålinger i brøndboringer inden for kortlægningsområdet, i begyndelsen blot vha. en snor med knuder for hver m, bundet gennem en flintsten med hul i. Resultater af hans hydrologiske undersøgelser blev publiceret i 1903, i en bog, som, holdt i et almenfatteligt sprog og vedlagt et skema til brug ved indberetning af jordbundsforholdene i nye brøndboringer, udsendtes til alle danske byråd og sogneråd. Senere samlede han i en større afhandling flere hydrologiske observationer fra det sydlige Sjælland.
Kort efter sin forfremmelse til statsgeolog i 1904 foretog Milthers en rejse rundt i Tyskland, hvor han studerede boreteknik. En del af erfaringerne herfra blev brugt året efter, da han ved Skærumhede uden for Frederikshavn medvirkede ved udførelsen af en dyb boring efter naturgas. Og i de følgende mange år ledede Milthers ofte borekampagner inden for både grundforskning og anvendt geologi.

### Anvendt geologi
Allerede i begyndelsen af 1900-tallet var man visse steder i Midtjylland i det små begyndt at udvinde brunkul fra forekomster, hvor kullene lå tæt på overfladen, således, man undgik problemer med grundvand under gravearbejdet. Under Første Verdenskrig blev der i Danmark alvorlig mangel på brændsel, og Milthers ledede i årene 1917-21 i det midtjyske flere borekampagner efter brunkul. Efter indledende undersøgelser ved Troldhede, Fasterholt og Nr. Vium blev et større område mellem Brande og Videbæk i 1921 systematisk undersøgt ved hjælp af 15 m dybe tørboringer sat ned for hver 500 m, suppleret med et antal 30 m boringer. I takt med at der kom gang i udvindingen af brunkul, fik Milthers nu også til opgave i de forskellige brunkulslejer at udtage prøver af kullene, til bestemmelse af brændværdien, som brugtes til fastlæggelse af prisen for kullene – et arbejde som ikke gjorde ham lige populær alle steder.
I et samarbejde mellem DGU og Hedeselskabet ledede Milthers i årene 1912-24 boreundersøgelser, fortrinsvis i Midtjylland, med henblik på at skaffe mergel til brug ved jordforbedring af landbrugsjord.
Under 1. Verdenskrig blev der i landbruget mangel på fosforsyregødning, og man rettede derfor opmærksomheden mod fosforitholdige lag kendt fra klinten ved Arnager på Bornholm, med henblik på en udvinding. Milthers påviste i boringer, at de fosforholdige lag også fandtes i klintens bagland, hvorfra de der efter blev udvundet, indtil der igen efter krigen kunne importeres fosforsyre.

### Anden geologi
Omkring 1910 diskuterede danske geologer, hvordan de facetterede sten var dannet, som bl.a. fandtes på de jyske hedesletter. Milthers m.fl. anså dem for at være sandslebne, mens K.J.V. Steenstrup mente, facetterne var fremkommet ved afspaltning. Under feltarbejde i sommeren 1911 anstillede Milthers og hans assistent Knud Jessen under et blæsevejr et forsøg, som skulle vise, hvordan luften bevægede sig rundt om en sten. Uldtråde blev stukket igennem omslaget af en telefonbog, som herefter blev stillet i blæsten, og trådenes bevægelser i vinden støttede antagelsen om, at facetterne var sandslebne.
I forbindelse med mergelundersøgelser omkring Viborg blev Milthers i 1912 opmærksom på nogle ejendommelige, tætliggende, small, parallelle, næsten retlinede dale i området mellem Ulstrup og Thorsø. Han konkluderede, noget usikkert, at disse spaltedale ikke kunne være dannet ved vandløbserosion, men måtte være tektonisk betingede, dvs. dannet i forbindelse med forkastninger i undergrunden. Dette blev senere bestridt, men for nylig har laserscanninger fra luften støttet Milthers' oprindelige konklusion.